# Virgen con el Niño entronizados y santos
Virgen con el Niño entronizados y santos es el panel o tabla principal del Retablo Colonna), pintura del artista renacentista italiano Rafael Sanzio, que data de 1504-1505. Es una pintura ejecutada con témpera y oro sobre tabla con unas dimensiones de 172,4 centímetros de alto y 172,4 cm de ancho. Se conserva en el Museo Metropolitano de Arte de Nueva York, Estados Unidos. Es el único retablo de Rafael que se conserva en los Estados Unidos.

## Historia
Es una obra relativamente temprana y de transición de Rafael, pintada para el convento de San Antonio de Padua en Perugia. Rafael comenzó a trabajar en ella cuando apenas tenía 20 años de edad, justo antes de marcharse a Florencia en 1504, y lo completó al año siguiente después de regresar a Perugia. 
La colección del Museo Metropolitano de Arte contiene también una pintura de la agonía en el huerto, de la predela del retablo. Otros fragmentos de la predela pueden encontrarse en las colecciones de la National Gallery y el Museo Isabella Stewart Gardner, en Boston. Otras piezas del altar pueden encontrarse en la Dulwich Picture Gallery, en Londres. Un dibujo preparatorio de Rafael para la composición de la agonía en el huerto está en la colección de la Biblioteca Morgan en Nueva York. 
Las piezas de la predela fueron separadas del altar y vendidas a la reina Cristina de Suecia, mientras que los paneles principales en sí fueron con el tiempo vendidos a la aristocrática familia Colonna en Roma, de donde coge su nombre el retablo. Este retablo fue el último altar de Rafael en manos privadas cuando J.P. Morgan lo compró a principios del siglo XX por un precio récord.

## Análisis
La pieza muestra claros elementos tanto del primer estilo de Rafael como del florentino. La influencia de su maestro Perugino puede verse en la conservadora composición. Pero Rafael ha infundido en el grupo, rígidamente colocado, una amplitud y dignidad que refleja su conocimiento de la obra de Fray Bartolomeo en Florencia. Particularmente llamativo es el tratamiento de los santos Pedro y Pablo, cuyo aparente volumen llena el espacio a los lados del panel principal y la colocación de las figuras de Dios Padre y dos ángeles, cuya simetría llena la forma curvada de la luneta del retablo por encima del panel principal, que aquí es visible.
- Datos: Q27033728
- Multimedia: Madonna and Child Enthroned with Saints (Raphael, NYC) / Q27033728